# Fayt Leingod
Fayt Leingod (Fate Linegod en el original) es el protagonista del juego de Square Enix Star Ocean Till the end of time para PlayStation 2.

## Datos
- Sexo: Hombre
- Edad: 19
- Altura: 5'9"
- Peso: 148 lbs
- Raza: Humano
- Arma: Espada

## Historia
Hijo de los científicos más importantes de la galaxia en cuanto a simbología se refiere; su padre, Robert Leingod, investiga en secreto el peligroso campo de la genética simbológica. Fayt es bastante vago, además de un fanático de los juegos holográficos y el baloncesto. Sin embargo, es un chico bastante honorable y leal, y jamás abandonaría a nadie que le necesita.
Es compañero de escuela y amigo de infancia de Sophia Esteed. Posee también el Gen de Destrucción.

## Personalidad
Hasta el momento en que se desarrolla la historia, Fayt es un chico normal y corriente, sin grandes problemas ni complicaciones. Estudia en una buena escuela, es hijo de un gran científico, se le dan bien los deportes... Es el típico modelo de chico perfectamente normal y corriente. Esto, lejos de ir en contra suya, demuestra su gran capacidad de adaptación a los hechos que van ocurriendo; solo alguien de personalidad fuerte y carácter decidido sería capaz de aceptar todo lo que va ocurriendo sin perder la cabeza. Así, tenemos a un joven equilibrado, valiente y bien intencionado que, a lo largo de todo el juego, se preocupa de ayudar a los demás.